# Bernard Biancotto
Bernard Biancotto, né le 18 décembre 1953 en Afrique, est un photographe sportif français.

## Biographie
Il travaille principalement pour les magazines de planche à voile, comme le Wind Magazine. Il photographie aussi beaucoup de paysages aquatiques.

## Publications
- Avec Pierre Bigorgne et Raphael Salles, Funboard, 1988
- Avec Hervé Hauss, Fun, 1985